# Karl Weidmann
Karl Weidmann (* 4. Juli 1931) ist ein ehemaliger Schweizer Ruderer, der 1952 die olympische Silbermedaille im Vierer mit Steuermann gewann.

## Werdegang
Bei der Europameisterschaft 1951 in Mâcon siegte der italienische Vierer mit Steuermann vor einem neu zusammengestellten Schweizer Boot mit Enrico Bianchi, Karl Weidmann, Émile Ess, Heinrich Scheller und Steuermann Walter Ludin.
Ein Jahr später, mit Walter Leiser als Steuermann, gewann der Schweizer Vierer bei der olympischen Ruderregatta 1952 in Meilahti, einem Stadtteil von Helsinki, seinen Vorlauf, unterlag aber im Halbfinal dem tschechoslowakischen Boot. Im Hoffnungslauf trafen die Schweizer auf das italienische Boot, in dem allerdings nur noch ein Europameister des Vorjahres sass. Die Schweizer siegten mit über drei Sekunden Vorsprung und zogen in den Final ein. Dort erwiesen sich die Tschechoslowaken als überlegen, drei Sekunden hinter ihnen gewannen die Schweizer den Kampf um Silber gegen das Boot aus den Vereinigten Staaten.
Im folgenden Jahr siegten die Tschechoslowaken auch bei der Europameisterschaft in Kopenhagen, hinter dem sowjetischen Boot gewannen die Schweizer die Bronzemedaille. 1954 war Walter Leiser nicht mehr dabei; Bianchi, Weidmann, Ess und Scheller traten bei der Europameisterschaft in Amsterdam als Vierer ohne Steuermann an und gewannen eine weitere Bronzemedaille hinter den Italienern und dem britischen Boot.
Karl Weidmann startete für den RC Thalwil.